# 徐永妃
端惠永妃（?—?），亦作徐永妃，名失考。錦衣衛帶俸都指揮使徐禮之女，錦衣衞帶俸正千戶徐守錄之姐，明朝明世宗朱厚熜之妃。

## 生平
徐氏的出生及入宮時間均無考。嘉靖二十六年（1547年）三月初九日，給「未封永妃」之父錦衣衛指揮僉事徐禮房價銀二千七百餘兩，四月二十八日，明世宗遣成國公朱希忠為正使持節、大學士嚴嵩為副使捧冊，正式冊封徐氏為永妃 。嘉靖三十五年（1556年）正月二十九日，授錦衣衞帶俸都指揮使徐禮之子、徐永妃之弟徐守錄為錦衣衞帶俸正千戶，不許世襲。萬曆三十八年正月十七日，明世宗壽妃尚氏薨逝，其喪葬禮儀悉如永妃徐氏之例。《皇明諡紀彙編》有「端惠，世廟永妃徐氏，萬曆」之句，可知徐永妃在萬曆年間被賜予諡號端惠二字。目前僅確定徐永妃在萬曆三十八年正月已薨逝，具體去世時間尚有待考證，但寫有「端惠永妃徐氏」之名的《國朝典彙》中，序跋者馮琦的〈序）寫成於萬曆辛丑，表示徐永妃應在萬曆二十九年或之前薨逝。